# Monochoria
Die Monochoria sind eine Pflanzengattung innerhalb der Familie der Wasserhyazinthengewächse (Pontederiaceae). Die etwa sieben Arten gedeihen im tropischen und subtropischen Afrika, Asien sowie Australien.

## Beschreibung

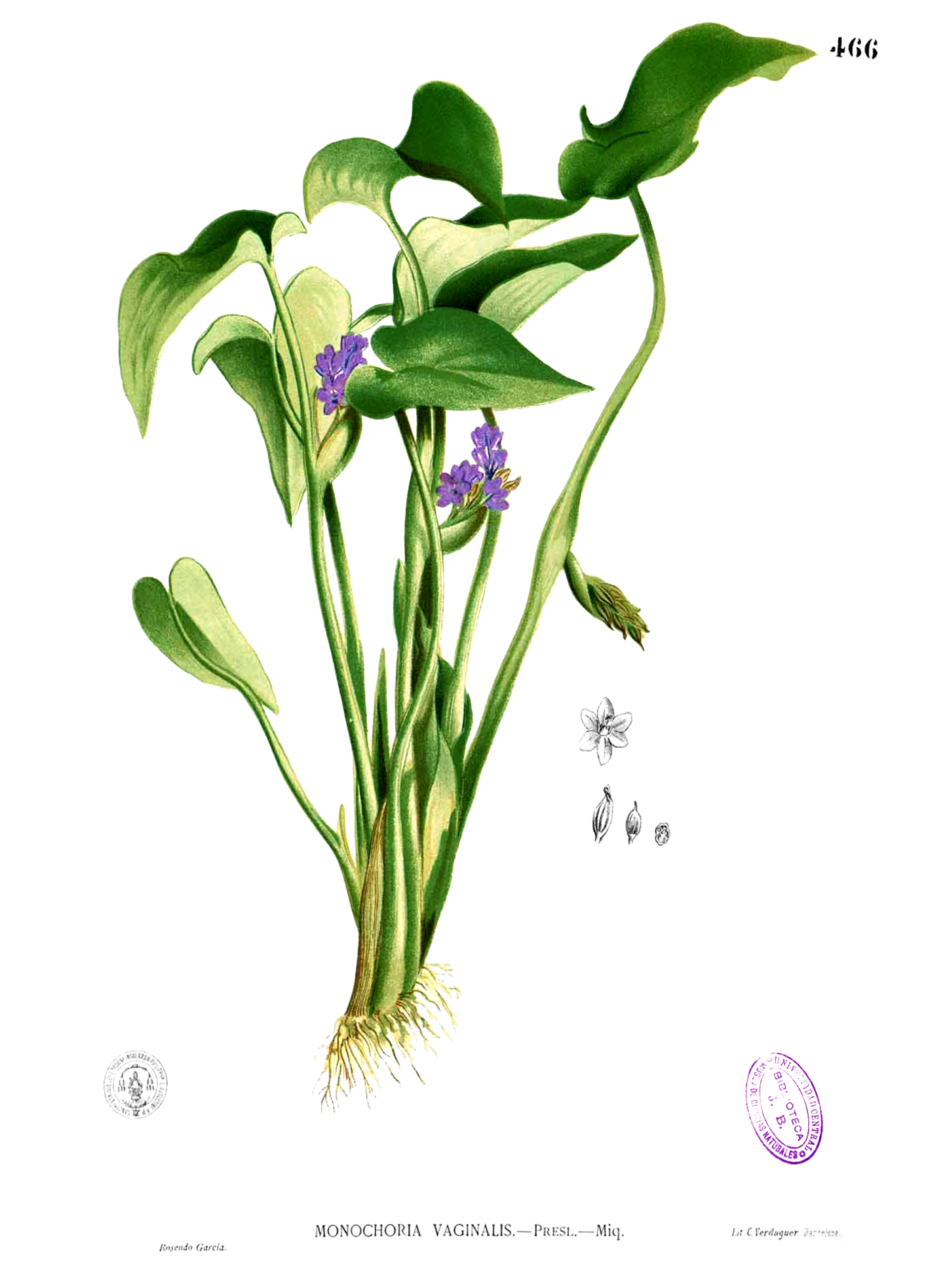
Illustration von Monochoria vaginalis

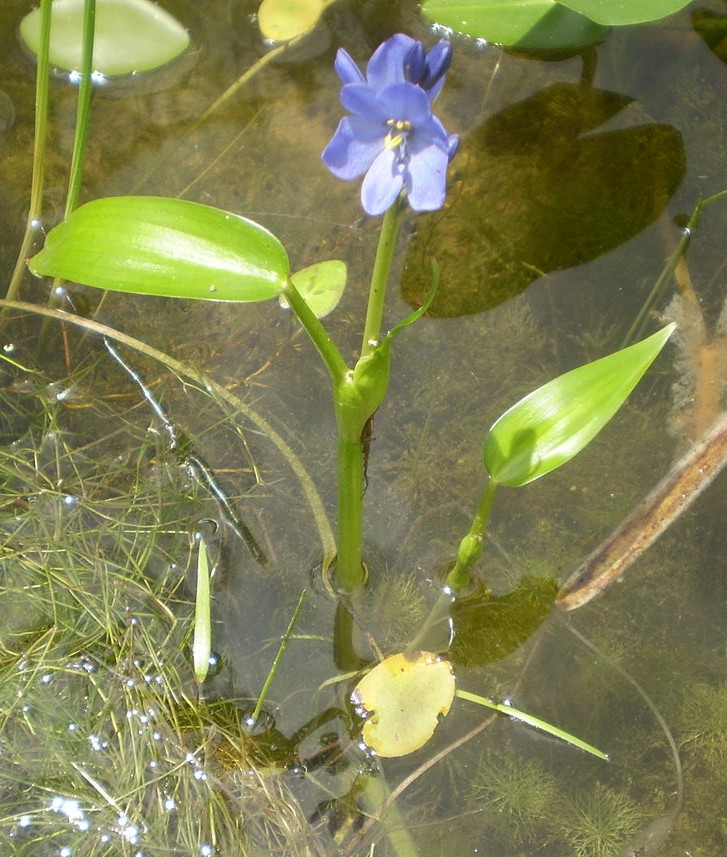
Habitus und Blüten von Monochoria korsakowii

### Erscheinungsbild und Blätter
Monochoria-Arten sind meistens ausdauernde, wenige Arten sind aber unter ungünstigen Bedingungen einjährige, krautige Pflanzen. Sie wachsen als schwimmende Wasserpflanzen oder im Boden wurzelnde Sumpfpflanzen. Die submersen und langen oder emersen und kurzen Stängel sind aufrecht oder kriechend.
Die Laubblätter sind in grundständigen Rosetten angeordnet und sitzend oder am Stängel verteilt angeordnet und gestielt. Die einfachen Blattspreiten sind herz- bis spießförmig mit spitzem bis zugespitztem oberen Ende. Die Blattadern verlaufen in Bögen.

### Blütenstände und Blüten
Die submersen bis die Wasseroberfläche erreichenden oder emersen Blütenstandsschäfte besitzen an ihrer Basis große Hochblätter (Brakteen). Die rispigen, ährigen oder fast doldigen Blütenstände werden im knospigen Zustand von einer Blattscheide eingehüllt und enthalten bis zu 30 Blüten. Bei manchen Arten ist eine gefaltete Spatha vorhanden, die manchmal ein eiförmiges bis schwanzförmiges Anhängsel besitzt. Es sind nur kaum erkennbare bis kurze Blütenstiele vorhanden.
Die nur einen Tag geöffneten zwittrigen Blüten sind schwach zygomorph und dreizählig. Die sechs ungleichen Blütenhüllblätter sind nur an ihrer Basis verwachsen; die inneren drei sind breiter als die äußeren; sie sind während der Anthese ausgebreitet und winden sich später schraubig ein. Die blauen oder weißen, kahlen Blütenhüllblätter sind schmal eiförmig bis lanzettlich mit spitzem oberen Ende. Von den sechs an der Basis der Blütenhüllblätter inserierten Staubblätter besitzt eines einen langen Staubfaden, der seitlich einen aufrechten, schiefen Zahn besitzt und einen blauen, großen Staubbeutel, der doppelt so lang ist wie bei den anderen. Die anderen fünf Staubblätter sind fast gleich mit kahlen, geflügelten Staubfäden und ihre Staubbeutel sind gelb, eiförmig sowie klein. Die drei Fruchtblätter sind zu einem oberständigen, unvollständig dreikammerigen Fruchtknoten verwachsen. Jede Fruchtknotenkammer enthält viele Samenanlagen. Der fadenförmige Griffel endet in einer beinahe ganzrandigen oder fein dreilappigen Narbe. Die Nektarsekretion erfolgt durch Septalnektarien am Gynoeceum. Die Bestäubung erfolgt durch Insekten (Entomophilie).

### Früchte und Samen
Die eiförmigen Kapselfrüchte sind lokulizid und dreifächerig; sie enthalten 10 bis 200 Samen. Die relativ kleinen, eiförmigen Samen besitzen schräg verlaufende Streifen und längs verlaufende Flügel.

## Verbreitung
Die Heimat der paläotropischen Gattung Monochoria sind das tropische und subtropische Afrika, Asien sowie Australien.
Einige Arten sind Neophyten in einigen tropischen und subtropischen Gebieten.
Die meisten Arten gedeihen in stehenden Gewässern und sehr oft in Reisfeldern.

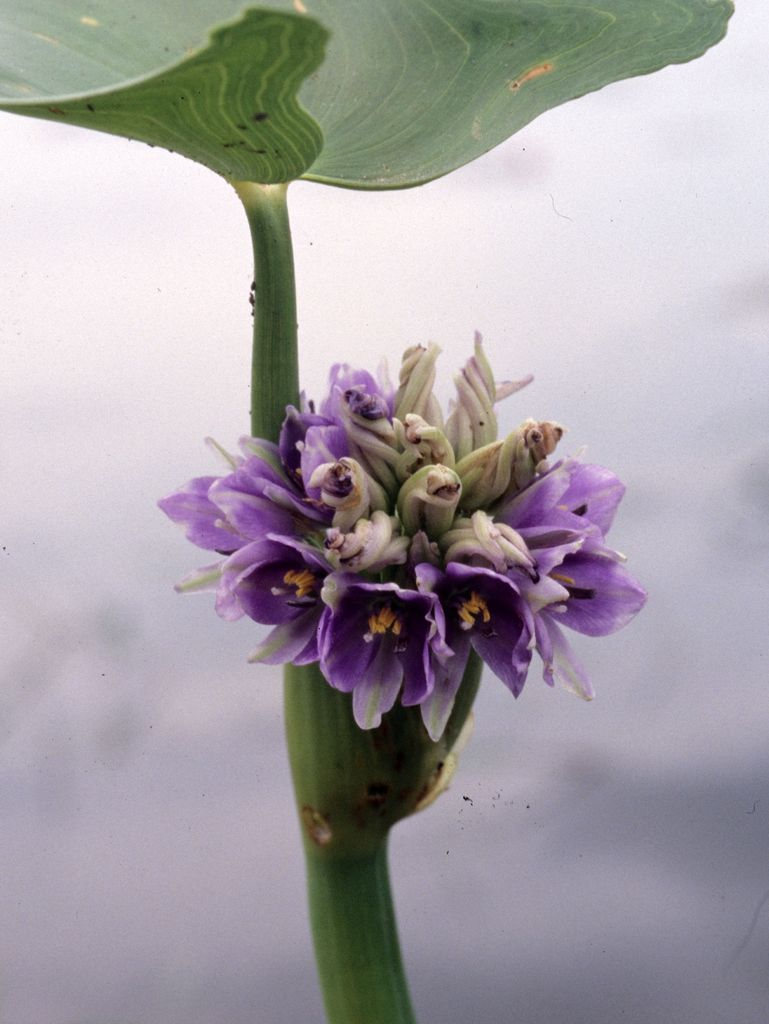
Monochoria hastata in Thailand

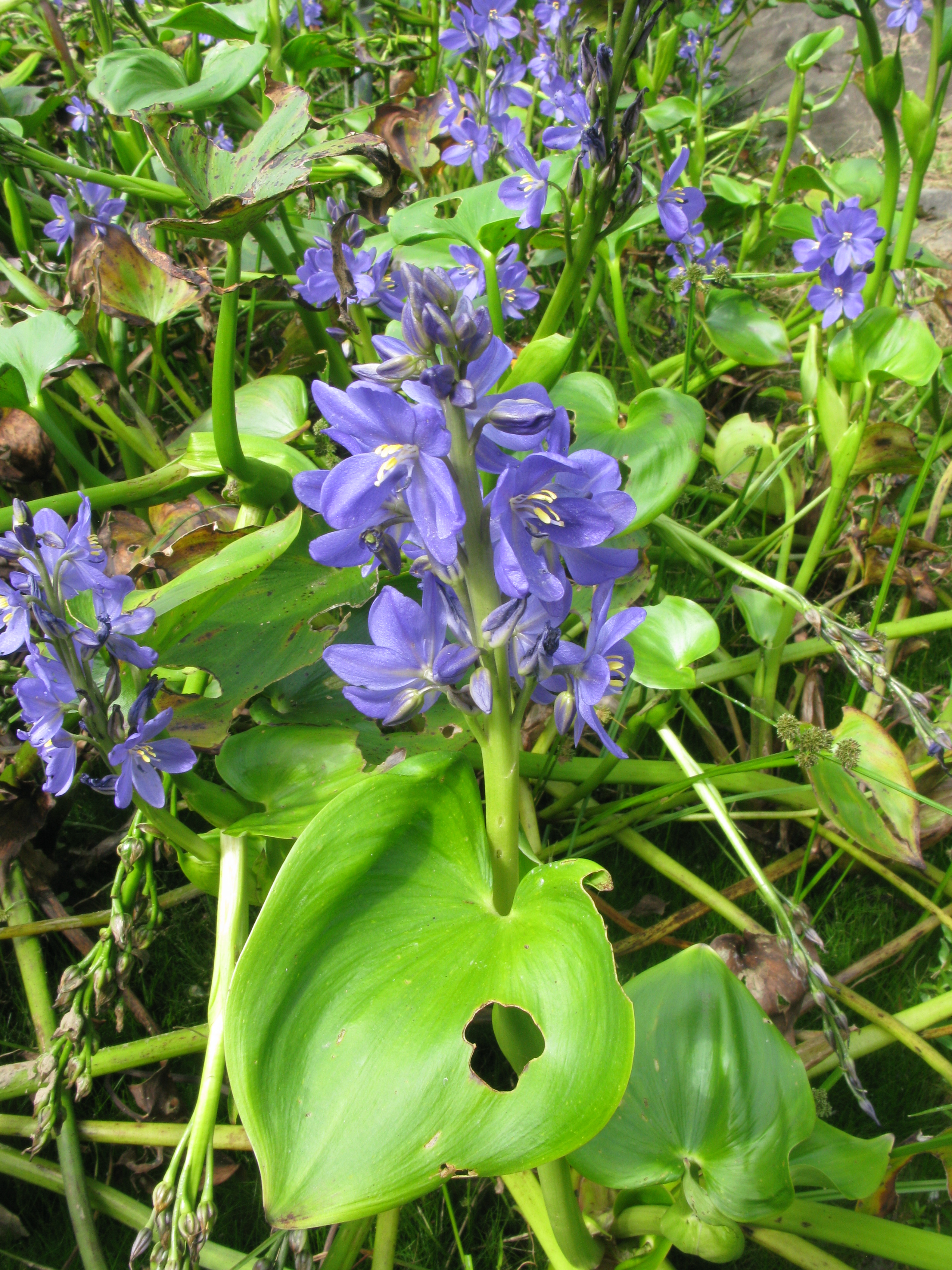
Monochoria korsakowii

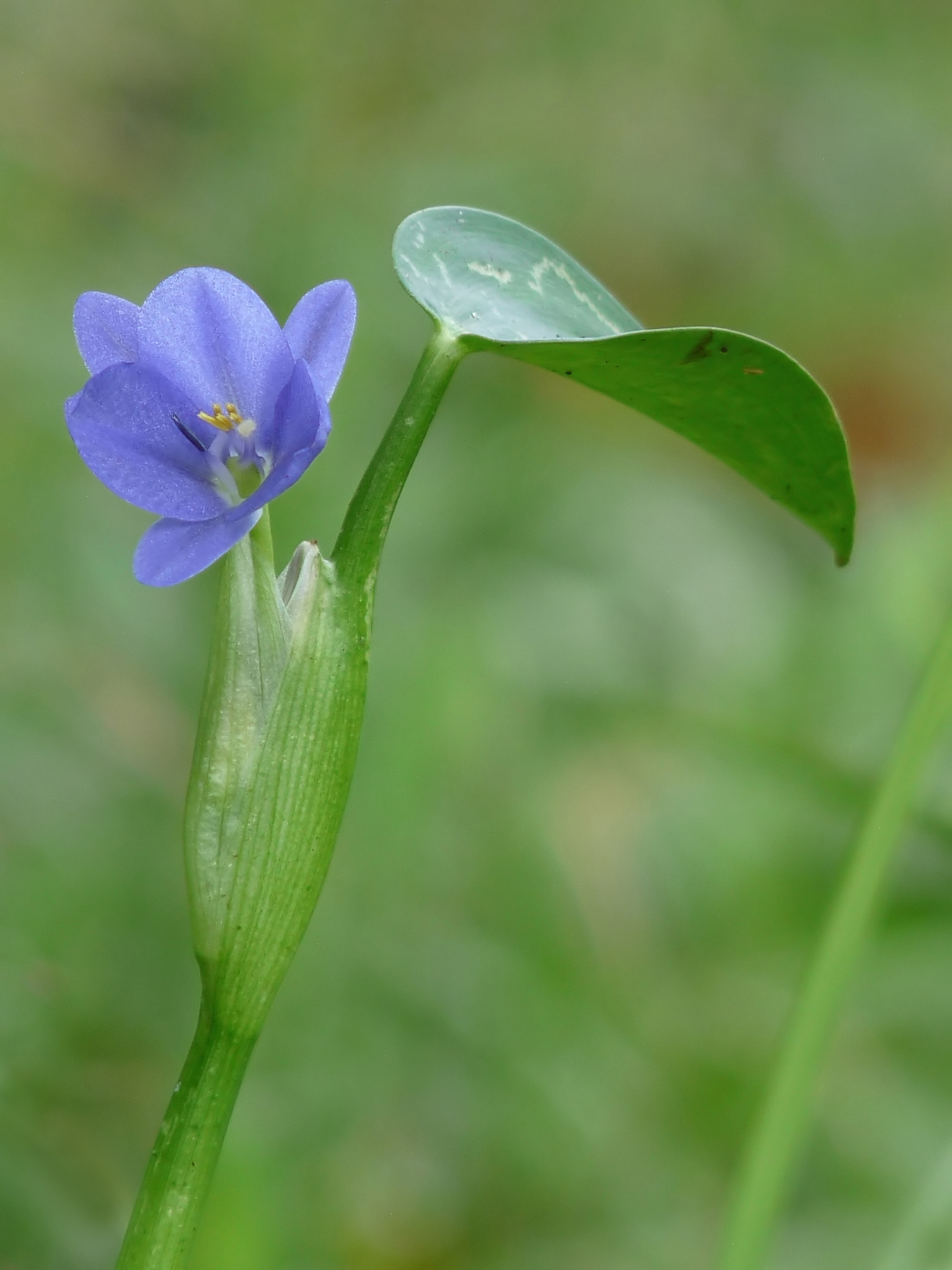
Monochoria vaginalis

## Systematik
Die Gattung Monochoria wurde 1827 durch Karl Bořiwog Presl in Reliquiae Haenkeanae, 1 (2), S. 127 aufgestellt. Typusart ist Monochoria hastifolia C.Presl. Synonyme für Monochoria C.Presl sind: Calcarunia Raf., Carigola Raf., Gomphima Raf., Limnostachys F.Muell. Der Gattungsname Monochoria leitet sich vom griechischen Wort Mono für ein, einzeln ab und bezieht sich damit auf das einzelne Staubblatt, das sich von den anderen fünf unterscheidet.
Die Gattung Monochoria gehört zur Familie der Pontederiaceae.
Es gibt etwa sieben Monochoria-Arten:
- Monochoria africana (Solms) N.E.Br.: Sie ist weitverbreitet vom Sudan bis Südafrika.[7] Für Südafrika wird sie als „least concern“ = „nicht gefährdet“ eingestuft.[9]
- Monochoria australasica Ridl.: Sie ist im nördlichen Australien beheimatet.[7]
- Monochoria brevipetiolata Verdc.: Sie ist im tropischen Westafrika bis Zentralafrika beheimatet.[7]
- Monochoria cyanea (F.Muell.) F.Muell.: Sie ist in den australischen Bundesstaaten New South Wales, Queensland, Western Australia sowie Northern Territory beheimatet und kommt auch in Vietnam vor.[7]
- Monochoria hastata (L.) Solms: Mit zwei Varietäten:
  - Monochoria hastata (L.) Solms var. hastata (Syn.: Monochoria hastifolia C.Presl): Sie ist weitverbreitet von Sri Lanka, Indien, Bhutan, Nepal, Myanmar, Kambodscha, China, Vietnam, Indonesien bis Malaysia und im nördlichen Australien.[7]
  - Monochoria hastata var. elata (Ridl.) Backer: Sie kommt im südlichen China, Myanmar, Thailand und Malaysia vor.[7]
- Monochoria korsakowii Regel & Maack: Sie ist weitverbreitet von der Krim bis Japan.[7]
- Monochoria vaginalis (Burm. f.) C.Presl: Sie ist weitverbreitet vom tropischen und subtropischen Asien bis ins nördliche Australien.[7]

## Nutzung
Beispielsweise Monochoria korsakowii wird als Futter für Geflügel und Vieh verwendet.
Von Monochoria vaginalis werden die grünen Pflanzenteile als Gemüse gegessen.